# María Telo
María Telo Núñez (Cáceres, 8 de octubre de 1915-Madrid, 5 de agosto de 2014) fue una jurista y feminista española. Doctora Honoris Causa por la Universidad de Salamanca, Premio Scevola 2011 a la “Ética y Calidad de los Profesionales del Derecho” por su compromiso con la justicia y por su lucha a favor de la democracia y la igualdad de la mujer y Premio Clara Campoamor 2006. Es autora del libro Mi lucha por la igualdad jurídica de la mujer.

## Reseña biográfica
Hija de notario, en 1932 inició los estudios de Derecho en la Facultad de Derecho de la Universidad de Salamanca. A falta de dos asignaturas y debido al estallido de la guerra civil española, tuvo que esperar hasta 1940 para poder obtener, por la Universidad de Zaragoza, la licenciatura. Las reformas legislativas de la dictadura franquista le impidieron acceder al cuerpo de notarios. Como ella misma relata en el discurso de investidura:

Mi padre, que había sido militar, y siendo Teniente Coronel se hizo notario, pretendía que todos sus hijos estudiasen derecho, pero conmigo existía un problema, que era mujer, por lo que empecé el bachiller de Ciencias, para ser farmacéutica, pero tuve la fortuna de que la República permitiese la entrada de la mujer a ese Cuerpo, el mismo año 1931, en que se proclamó. Mí bachiller de Ciencias quedó arrumbado y comencé el de Letras para estudiar Derecho. Pero ocurrió que cuando me faltaban dos asignaturas para terminar la carrera, estalló la guerra civil. Los horizontes se cerraron, los exámenes quedaron suspendidos y no se reanudaron hasta el año 1940, fecha en que terminé mí licenciatura.El dictador borró de un plumazo toda la legislación de la República, y volví a encontrarme con que no podía opositar a notarías.
María Telo Núñez, Discurso Honoris Causa

En 1944 opositó al Cuerpo Técnico de Administración Civil del Ministerio de Agricultura, siendo la primera mujer en acceder al mismo.[cita requerida] Fue allí donde conoció al que sería su esposo, Juan Manuel Fernández Albor, con quien tuvo una única hija. Después de enviudar, con 37 años se estableció como abogada, ejerciendo como tal, en Madrid hasta que cumplió los 80 años de edad. Se especializó en Derecho de Familia. 
En los años 50 inició sus acciones en favor de la mejora de la situación jurídica de las mujeres. Mantuvo correspondencia con Clara Campoamor.
En un artículo publicado en ABC dijo:

Cuando en septiembre de 1969 yo inicié la lucha por liberar a la mujer de las cadenas jurídicas, su situación era tan vejatoria y alienante dentro de la familia, con proyección en lo público, que había artículos como el 1263, que situaba a la mujer casada entre los menores, los locos o dementes y los sordomudos que no sabían leer ni escribir. El artículo 57 obligaba a la mujer a obedecer al marido y la licencia marital era como su sombra para todos los actos de la vida. Sin licencia, prácticamente, la mujer sólo podía hacer testamento.
María Telo Núñez, ABC.

### Activismo durante la dictadura franquista
María Telo perteneció a varias asociaciones y organizaciones nacionales e internacionales que tenían entre sus fines la defensa de los derechos de las mujeres. A finales de los años cincuenta, María Telo ingresó en la Federación Internacional de Mujeres de Carreras Jurídicas (FIMCJ). 
Fue en 1969 cuando organizó el Consejo anual de dicha federación en Madrid. La ponencia de María Telo, bajo el título «La mujer en el derecho civil», analizó la situación de inferioridad jurídica de las mujeres españolas. Esta ponencia tuvo gran repercusión. En ese Consejo se conocieron varias abogadas que decidieron crear «la Comisión de Estudios dependiente de la FIMCJ», con el objetivo de «estudiar las conclusiones acordadas en el Consejo y reivindicarlas ante las autoridades correspondientes». Llegaron a visitar a las máximas autoridades en materia jurídica del país —jefe del Estado y delegada nacional de la Sección Femenina de Falange (SF)—. Más tarde, en julio de 1971 se creó la Asociación Española de Mujeres Juristas (AEMJ), bajo la presidencia de María Telo Núñez. Los fines de esta asociación son: el estudio del Derecho, especialmente aquel que afecte directamente a la mujer o a la familia; promover la adecuación de normas legales a la época actual, y la promoción de la mujer, dentro de sus respectivas profesiones, y particularmente de las tituladas en Derecho.
En 1976 organizó el I Congreso Internacional de Mujeres Juristas que tuvo lugar del 13 al 16 de diciembre en Madrid.

#### Participación en la Comisión General de Codificación
La AEMJ solicitó la incorporación de mujeres juristas en la Comisión General de Codificación (CGC), que es, desde su creación por Real Decreto de 19 de agosto de 1843, el máximo órgano consultivo del Ministerio de Justicia. Para ello hubo de presentar varios escritos en los que se fundamentaba la solicitud con argumentos como este:

Excmo. Sr., nosotras somos las primeras en lamentar, por ser la más afectadas directamente, el que ninguna mujer jurista pueda haber tenido la oportunidad de acceder a los puestos que para ser Vocal nato de dicha Comisión General de Codificación se requiere, a causa de estar prohibido en España hasta hace cinco años en Magistratura, y diez años en otras profesiones el ingreso de la mujer, excepción hecha de la actuación en el Foro 'María Telo Núñez', María Telo y la participación de mujeres juristas en la Comisión General de Codificación (1973-1975).

El 23 de diciembre de 1972 se le comunicó la constitución, en el seno de la Comisión General de Codificación, de una sección especial, para el estudio de las incidencias que los cambios sociales pueden haber producido, en el Derecho de familia y la formulación, en su caso, de las correspondientes propuestas. María Telo fue nombrada junto a tres mujeres más para formar parte de dicha Comisión, Carmen Salinas Alfonso, Concepción Sierra Ordóñez y Belén Landáburu. Los trabajos culminaron con la promulgación de la Ley 14/75 de 2 de mayo de 1975 que devolvió a la mujer su capacidad plena de obrar al eliminar la obediencia al marido, la licencia marital y todas las discriminaciones por razón de sexo excepto dos, la patria potestad conjunta y la administración conjunta de los bienes gananciales.
En 1978, por razones ideológicas, abandonó la asociación que había creado.

### Activismo desde Democracia española
Su obra jurídica y política fueron decisivas para la reforma del Código Civil. La patria potestad conjunta y la administración conjunta de los bienes gananciales, fueron objeto de la ley de 13 de mayo de 1981 sobre «Filiación, patria potestad, y régimen económico matrimonial», en cuyo estudio María Telo participó activamente en la CGC. Igualmente tuvo una destacada participación en los estudios previos a la aprobación de la ley de 7 de julio de 1981 sobre «Clases de matrimonio, separación, nulidad y divorcio». 
Siguió perteneciendo a la CGC como Vocal Permanente durante años. 
Desde 1982, como secretaria de Lengua Española de la Federación Internacional de Mujeres Juristas, promovió la creación de siete Asociaciones de Mujeres de Carreras Jurídicas, incardinadas en Puerto Rico, Perú, Argentina; Colombia, Bolivia, Brasil y Chile.
El 23 de noviembre de 2005, impartió la conferencia en la Plataforma por los Permisos Iguales e Intransferibles de Nacimiento y Adopción donde dijo: 

Por eso el conseguir que el permiso de paternidad sea obligatorio, me parece una medida muy sabia para romper esa complicidad masculina entre empresario y trabajador. Los empresarios, y la sociedad en general, han de comprender que tanto el hombre como la mujer son seres humanos, que no son máquinas; que tienen hijos, y ambos tienen la obligación y el derecho, de cuidarlos y disfrutar de su compañía en los primeros tiempos de su vida. Y que si esto comporta un cierto perjuicio para la empresa, no se puede saldar haciendo recaer la carga sólo sobre la madre en perjuicio de su trabajo y reservándose el trabajo del padre en su propio beneficio. Es una medida muy mentalizadora, pues al ser obligatoria creará costumbre, y al cabo de cierto tiempo se considerará normal y abrirá camino a otras igualdades.
María Telo Núñez,

El 10 de junio de 2008, en el acto de investidura como doctora honoris causa, afirmó que la desigualdad subsiste, situando la raíz de este problema en que los roles que el hombre y la mujer desempeñan dentro de la familia, son desiguales «y sus consecuencias se proyectan en el mercado laboral, en la ocupación de puestos de poder, de decisión y de responsabilidad, etc.». Aludió a la doble jornada,  los trabajos a tiempo parcial o de horario flexible de distinta naturaleza que, aseguró, «arruinan» la formación de las mujeres. La jurista, que había logrado modificaciones importantes del Derecho de Familia, terminó su discurso enunciando lo que según ella es el reto del siglo XXI, no sin antes apelar a gobernantes, empresarios y sindicatos, de quienes dijo que «debieran tomar conciencia, a nivel mundial de la necesidad de un cambio en la producción». En la mentalización está el reto del siglo XXI, —dijo— «y en conseguirla debe involucrarse la mujer, exigiendo de los gobiernos medidas adecuadas y sanciones duras para los que las incumplan».

## Premios y reconocimientos
- Premio Clara Campoamor,[16] primera edición, del Ayuntamiento Madrid, en 2006.
- Premio Scevola, en 2011, concedido a «la Ética y la Calidad de los Profesionales del Derecho»
- Doctora Honoris Causa por la Universidad de Salamanca en noviembre de 2007, presentada y defendida por la Prof. Esther Martínez Quinteiro en junio de 2008.
- Medalla al Mérito en el trabajo, del Consejo de Ministros, en 2007.
- Lazo de Dama al Mérito Agrícola del Ministerio de Agricultura de 1972, por su obra y publicaciones sobre Derecho Agrario.
- La Cruz Distinguida de Primera Clase de San Raimundo de Peñafort, del Ministerio de Justicia, en 1976.
- La Medalla al Mérito de la doctora Pérez Perozo, fundadora de la Federación Venezolana de Abogadas (FEVA), en Caracas, 1978.
- Premio Rosa Manzano, de la Organización “Mujer y Socialismo” del PSOE, en 1992.
- Premio Mujer Progresista 1995 de la Federación de Mujeres Progresistas, en Madrid, en 1996.
- Condecoración de la Federación Latinoamericana de Abogadas, otorgada en  Caracas, en 1996, «como testimonio y reconocimiento a su solidaridad para las abogadas y mujeres de carreras jurídicas, en las luchas por obtener verdaderos espacios de Igualdad, Justicia y Paz para la humanidad y por su esfuerzo al contribuir a la evolución de las instituciones del Derecho».
- Premio Mujer Europea, de la Unión de Mujeres por Europa, otorgado en Madrid el 21 de octubre de 1999 «por su valor histórico para transformar en los primeros años de la Transición Política española el Derecho de Familia en España y su labor como fundadora y presidenta de la AEMJ, para, tras abandonar ésta, seguir trabajando por los derechos de la mujer».
- Placa de la Federación Internacional de las Mujeres de Carreras Jurídicas, otorgada en el 2002.
- En 2020 el Archivo Histórico Nacional abre al público su legado.[17]
- En diciembre de 2023, dio nombre al salón de grados de la facultad de Derecho de Cáceres.